# Gorgocz
Gorgocz – wieś w Armenii, w prowincji Kotajk. W 2011 roku liczyła 28 mieszkańców.